# Roc de Caramat
El roc de Caramat és una muntanya de 1.529,7 m alt situada al límit del Donasà (Arieja), al nord, i el Capcir (Catalunya del Nord) al sud. Així mateix marca el límit septentrional del català i sobremira la vall de l'Aude. Pertany al terme de Puigbalador, del Capcir i de Queragut, del Donasà. El topònim és atestat des de 908. Conté un arrel basc * car, * (h)arri (= pedra).
Està situat al nord-est del centre del terme de Puigbalador, al sud del de Queragut. És el turó situat damunt de la vall de l'Aude, just al nord-oest d'on aquest riu abandona el Capcir, i els Països Catalans, per tal d'entrar en el Donasà occità. El 1992 es va descobrir al vessant sud-oest un megàlit tipus menhir, coneguda en la toponímia antiga com a «Pedra Picada», tot i que el seu origen prehistòric és dubtós.